# أفيري ستورم
أفيري ستورم (بالإنجليزية: Avery Storm)‏ هو منتج أسطوانات وملحن ومغني ومغن مؤلف وكاتب أغاني أمريكي، ولد في 4 سبتمبر 1981 في نيوجيرسي في الولايات المتحدة.

## وصلات خارجية
- الموقع الرسمي
- أفيري ستورم على موقع IMDb (الإنجليزية)
- أفيري ستورم على موقع ميوزك برينز (الإنجليزية)
- أفيري ستورم على موقع أول ميوزيك (الإنجليزية)
- أفيري ستورم على موقع ديسكوغز (الإنجليزية)